# 沃爾什縣 (北達科他州)
沃尔什县（英語：Walsh County）位于美国达科塔州东北部的县。根据2020年人口普查显示，该县人口为10,563人。该县县治及最大城市皆为格拉夫顿。